# Poznań Open 2024 - Doppio
Il doppio del torneo di tennis professionistico Poznań Open 2024, facente parte della categoria Challenger 75 nell'ambito dell'ATP Challenger Tour 2024, si è giocato dal 17 al 23 giugno a Poznań, in Polonia. Karol Drzewiecki e Petr Nouza erano i detentori del titolo ma solo Drzewiecki aveva scelto di partecipare in coppia con Piotr Matuszewski.
In finale Orlando Luz e Marcelo Zormann hanno sconfitto Jakob Schnaitter e Mark Wallner con il punteggio di 5–7, 6–2, [10–6].

## Teste di serie
1. Orlando Luz /  Marcelo Zormann (campioni)
2. Nam Ji-sung /  Patrik Niklas-Salminen (semifinale)

1. Vladyslav Manafov /  Luca Sanchez (semifinale)
2. Jakob Schnaitter /  Mark Wallner (finale)

## Wildcard
1. Oleksii Krutykh /  Fryderyk Lechno-Wasiutyński (primo turno)

1. Aleksander Błuś /  Martyn Pawelski (primo turno)

## Tabellone

### Legenda
| - Q = Qualificato - WC = Wild card - LL = Lucky loser | - ALT = Alternate - SE = Special Exempt - PR = Protected Ranking | - w/o = Walkover - r = Ritirato - d = Squalificato |

|  | Primo turno | Primo turno                        | Primo turno                        | Primo turno                 | Primo turno |  |  | Quarti di finale | Quarti di finale                   | Quarti di finale                   | Quarti di finale                   | Quarti di finale          |    |    | Semifinali | Semifinali                  | Semifinali             | Semifinali                    | Semifinali |   |     | Finale | Finale | Finale | Finale | Finale |  |
|  |             |                                    |                                    |                             |             |  |  |                  |                                    |                                    |                                    |                           |    |    |            |                             |                        |                               |            |   |     |        |        |        |        |        |  |
|  | 1           | O Luz M Zormann                    | 7                                  | 2                           | [10]        |  |  |                  |                                    |                                    |                                    |                           |    |    |            |                             |                        |                               |            |   |     |        |        |        |        |        |  |
|  |             | A Jecan D Pichler                  | 65                                 | 6                           | [7]         |  |  | 1                | O Luz M Zormann                    | O Luz M Zormann                    | 79                                 | 6                         |    |    |            |                             |                        |                               |            |   |     |        |        |        |        |        |  |
|  |             | K Drzewiecki P Matuszewski         | 7                                  | 5                           | [10]        |  |  |                  | K Drzewiecki P Matuszewski         | K Drzewiecki P Matuszewski         | 67                                 | 4                         |    |    |            |                             |                        |                               |            |   |     |        |        |        |        |        |  |
|  |             | G Goldhoff S Walków                | 5                                  | 7                           | [5]         |  |  |                  |                                    |                                    |                                    |                           |    |    | 1          | O Luz M Zormann             | O Luz M Zormann        | 7                             | 7          |   |     |        |        |        |        |        |  |
|  | 3           | V Manafov L Sanchez                | 4                                  | 6                           | [10]        |  |  |                  |                                    | 3                                  | V Manafov L Sanchez                | V Manafov L Sanchez       | 63 | 63 |            |                             |                        |                               |            |   |     |        |        |        |        |        |  |
|  | WC          | O Krutykh F Lechno-Wasiutyński     | 6                                  | 3                           | [6]         |  |  | 3                | V Manafov L Sanchez                | V Manafov L Sanchez                | 6                                  | 6                         |    |    |            |                             |                        |                               |            |   |     |        |        |        |        |        |  |
|  |             | M Kalovelonis P Tsitsipas          | M Kalovelonis P Tsitsipas          | M Kalovelonis P Tsitsipas   | w/o         |  |  |                  | M Kalovelonis P Tsitsipas          | M Kalovelonis P Tsitsipas          | 3                                  | 2                         |    |    |            |                             |                        |                               |            |   |     |        |        |        |        |        |  |
|  |             | M Kaśnikowski K Majchrzak          | M Kaśnikowski K Majchrzak          | M Kaśnikowski K Majchrzak   |             |  |  |                  |                                    |                                    |                                    |                           |    |    | 1          | Orlando Luz Marcelo Zormann | 5                      | 6                             | [10]       |   |     |        |        |        |        |        |  |
|  |             | M Alves D Dutra da Silva           | M Alves D Dutra da Silva           | M Alves D Dutra da Silva    | w/o         |  |  |                  |                                    |                                    |                                    |                           |    |    |            |                             | 4                      | Jakob Schnaitter Mark Wallner | 7          | 2 | [6] |        |        |        |        |        |  |
|  |             | GA Olivieri C Ugo Carabelli        | GA Olivieri C Ugo Carabelli        | GA Olivieri C Ugo Carabelli |             |  |  |                  | M Alves D Dutra da Silva           | M Alves D Dutra da Silva           | 2                                  | 1                         |    |    |            |                             |                        |                               |            |   |     |        |        |        |        |        |  |
|  |             | S Duncan H Reese                   | 5                                  | 6                           | [7]         |  |  | 4                | J Schnaitter M Wallner             | J Schnaitter M Wallner             | 6                                  | 6                         |    |    |            |                             |                        |                               |            |   |     |        |        |        |        |        |  |
|  | 4           | J Schnaitter M Wallner             | 7                                  | 3                           | [10]        |  |  |                  |                                    |                                    |                                    |                           |    |    | 4          | J Schnaitter M Wallner      | J Schnaitter M Wallner | 6                             | 6          |   |     |        |        |        |        |        |  |
|  | WC          | A Błuś M Pawelski                  | A Błuś M Pawelski                  | 2                           | 5           |  |  |                  |                                    | 2                                  | J-s Nam P Niklas-Salminen          | J-s Nam P Niklas-Salminen | 3  | 4  |            |                             |                        |                               |            |   |     |        |        |        |        |        |  |
|  |             | O Roca Batalla N Sánchez Izquierdo | O Roca Batalla N Sánchez Izquierdo | 6                           | 7           |  |  |                  | O Roca Batalla N Sánchez Izquierdo | O Roca Batalla N Sánchez Izquierdo | O Roca Batalla N Sánchez Izquierdo |                           |    |    |            |                             |                        |                               |            |   |     |        |        |        |        |        |  |
|  |             | Í Cervantes D Vega Hernández       | Í Cervantes D Vega Hernández       | 2                           | 1           |  |  | 2                | J-s Nam P Niklas-Salminen          | J-s Nam P Niklas-Salminen          | J-s Nam P Niklas-Salminen          | w/o                       |    |    |            |                             |                        |                               |            |   |     |        |        |        |        |        |  |
|  | 2           | J-s Nam P Niklas-Salminen          | J-s Nam P Niklas-Salminen          | 6                           | 6           |  |  |                  |                                    |                                    |                                    |                           |    |    |            |                             |                        |                               |            |   |     |        |        |        |        |        |  |